# Rigadin et la Lettre anonyme
Pour plus de détails, voir Fiche technique et Distribution.
Rigadin et la Lettre anonyme est un film muet français réalisé par Georges Monca, sorti en 1912.

## Fiche technique
- Titre : Rigadin et la Lettre anonyme
- Réalisation : Georges Monca
- Scénario :
- Photographie :
- Montage :
- Société de production : Pathé Frères
- Société de distribution : Pathé Frères
- Pays d'origine :  France
- Langue : film muet avec les intertitres en français
- Métrage : 165 mètres
- Format : Noir et blanc — 35 mm — 1,33:1 — Muet
- Genre :  Comédie
- Durée : 5 minutes et 30 secondes
- Dates de sortie : 
  - France : 8 mars 1912

## Distribution
- Charles Prince : Rigadin
- Marcelle Praince